# Dolmen de les Closes (Porqueres)
El dolmen de les Closes o de Pujarnol és l'únic dolmen conegut actualment al terme municipal de Porqueres (Pla de l'Estany), inclòs a l'Inventari del Patrimoni Arqueològic i Paleontològic de Catalunya.
Està situat en un replà al vessant oriental del Puig Surís a uns 260 metres sobre el nivell del mar. Es tracta d'un dolmen recent del tipus galeria catalana, és a dir amb una cambra funerària rectangular i un corredor ample més baix que la cambra, al que manquen les lloses del passadís mentre que les de la cambra estan desplaçades del seu lloc original. Conserva la llosa de capçalera, 2 lloses verticals de suport, i la coberta. Té una fondària d'1,35 m, una amplada d'1,30 m i una alçada d'1,25 m. El túmul és de tendència circular. Darrere la capçalera i als laterals de la cambra encara es poden apreciar restes de rocs i terra del túmul que cobria el dolmen. Totes les lloses són de pedra sorrenca local i l'entrada està orientada al sud.

## Descobriment
A principis del segle XX la cambra es va ensorrar i es va reconstruir per fer-lo servir com a cabana. i el seu estat de conservació era força lamentable. Descobert per Miquel Frigola i Mossen Lluís Blanch, l'any 1954.
L'excavació de la seva cambra no va proporcionar cap material arqueològic que pogués servir per datar-ne la construcció Però per la seva tipologia s'ha situat a finals del IV inicis del III mil·lennis a. C, durant el calcolític i edat del bronze. L'any 1993 el Museu Arqueològic de Banyoles el va restaurar, enganxant la coberta que estava esquerdada i col·locant les lloses a lloc.

## Com arribar-hi
S'hi arriba per la carretera que duu a Pujarnol i Rocacorba des del trencant de la comarcal que va de Banyoles a Mieres. Després d'uns 2 km cal agafar la pista asfaltada que porta a la urbanització de Les Closes. A uns 500 metres a mà dreta hi ha una cadena que barra un camí, cal seguir-lo a peu i a uns 100 metres ja es veu el dolmen.